# Рио-Гранде (национальный лес)
Ри́о-Гра́нде (англ. Rio Grande National Forest) — национальный лес на юге штата Колорадо, США. Площадь леса составляет 1 849 414 акров (7484,31 км²). На западе граничит с Национальным лесом Сан-Хуан, на севере — с Национальным лесом Ганнисон, на востоке — с Национальным лесом Сан-Исабель.
Территория национального леса занимает части округов Савоч, Минерал, Конехос, Рио-Гранде, Хинсдейл, Сан-Хуан, Аламоса, Арчелита и Кастер.
Через национальный лес проходят две крупные магистрали — US 285 с севера на юг и US 160 с востока на запад.
Национальный лес был образован 1 июля 1908 года по решению президента Теодора Рузвельта.
Западнее национального леса находится американский континентальный водораздел, за которым начинается Национальный лес Сан-Хуан.
Штаб-квартира администрации национального леса располагается в городе Монте-Виста. Отделения лесничества имеются в городах Дел-Норте, Ла-Хара и Савач.
В западной части национального леса, в горах Сан-Хуан берёт начало река Рио-Гранде — третья по длине река США, богатая в этом районе форелью. Это — излюбленное место для каякеров, река проходит по лесам и горным долинам, через несколько километров становясь более равнинной.
Одним из популярных мест посещения для туристов является городок шахтёрский Крид, центр округа Минерал. Также на территории леса имеются несколько заброшенных «городов-призраков».

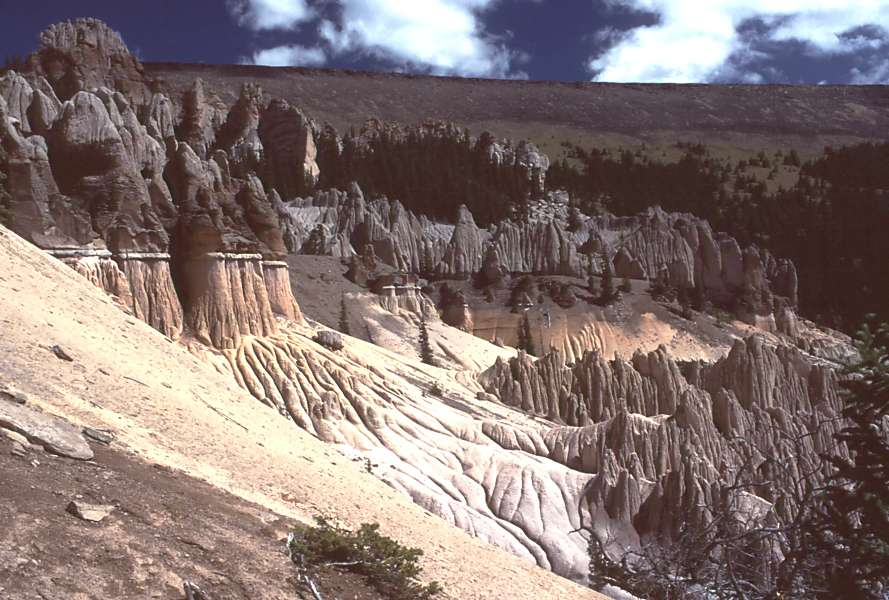
Геологический памятник Уилер, когда-то — первый национальный монумент Колорадо, находится на территории дикой природы Ла-Гарита

Каньон Пенитенте, когда-то бывший местом паломничества католиков, расположенный близ города Ла-Гарита — всемирно известный объект для скалолазания. В национальном лесе приложено свыше 400 миль пешеходных троп.

## Территории дикой природы
Несколько частей национального леса имеют статус МСОП Ib — «Территория дикой природы». Это — самые строго охраняемые природные участки в США, доступ к ним открыт только пешим ходом или на лошади.
- Ла-Гарита (La Garita, с 1964 года, 524,58 км², частично на территории национального леса Ганнисон)
- Сангре-де-Кристо (Sangre de Cristo, с 1993 года, 893,56 км², частично на территории национального леса Сан-Исабель и национального парка Грейт-Санд-Дьюнс)
- Веминуче (Weminuche, с 1975 года, 1975,72 км², частично на территории национального леса Сан-Хуан)